# Galatasaray Istanbul/Saison 1925/26

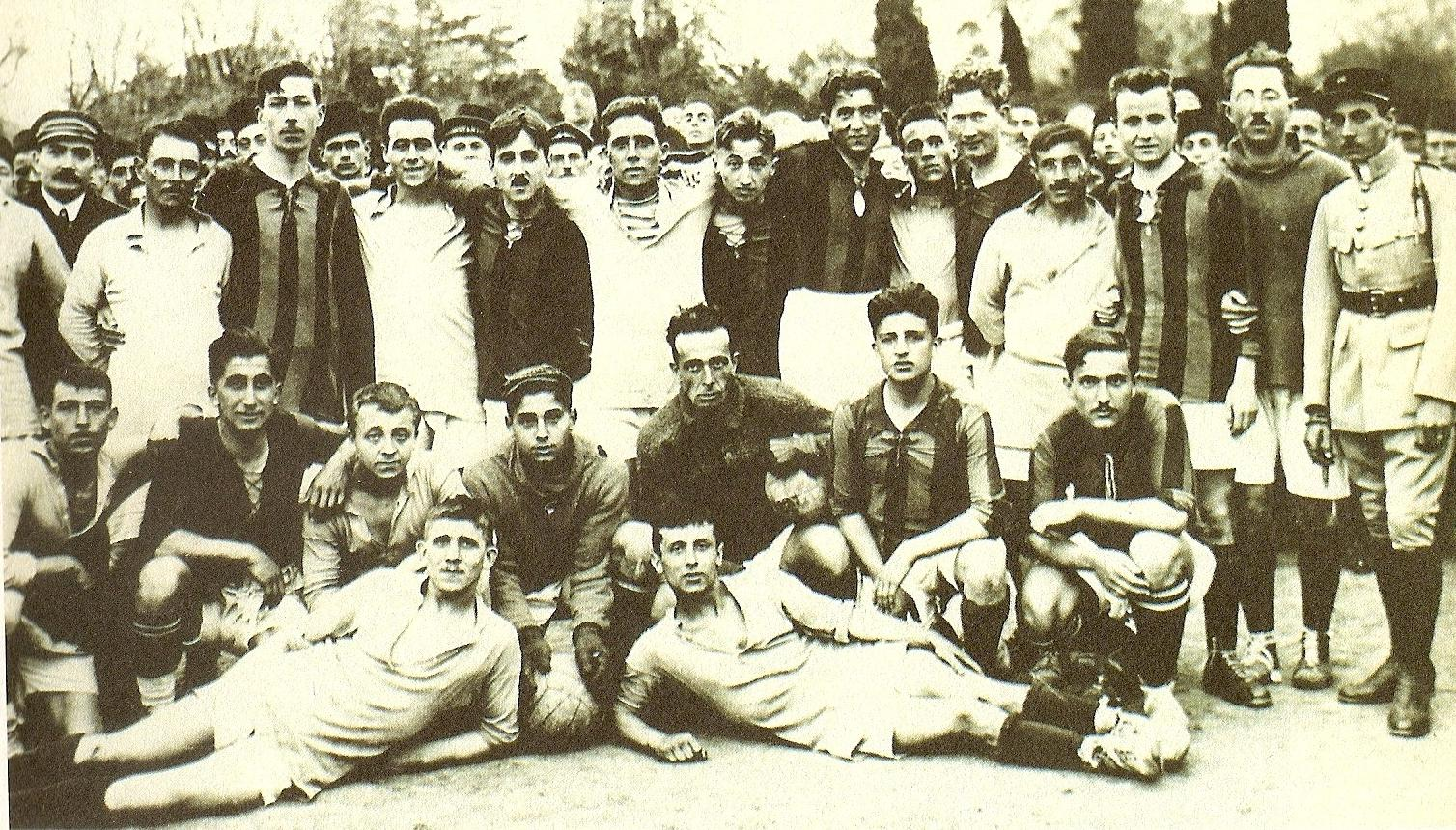
Die Mannschaften von Galatasaray (1925/26)

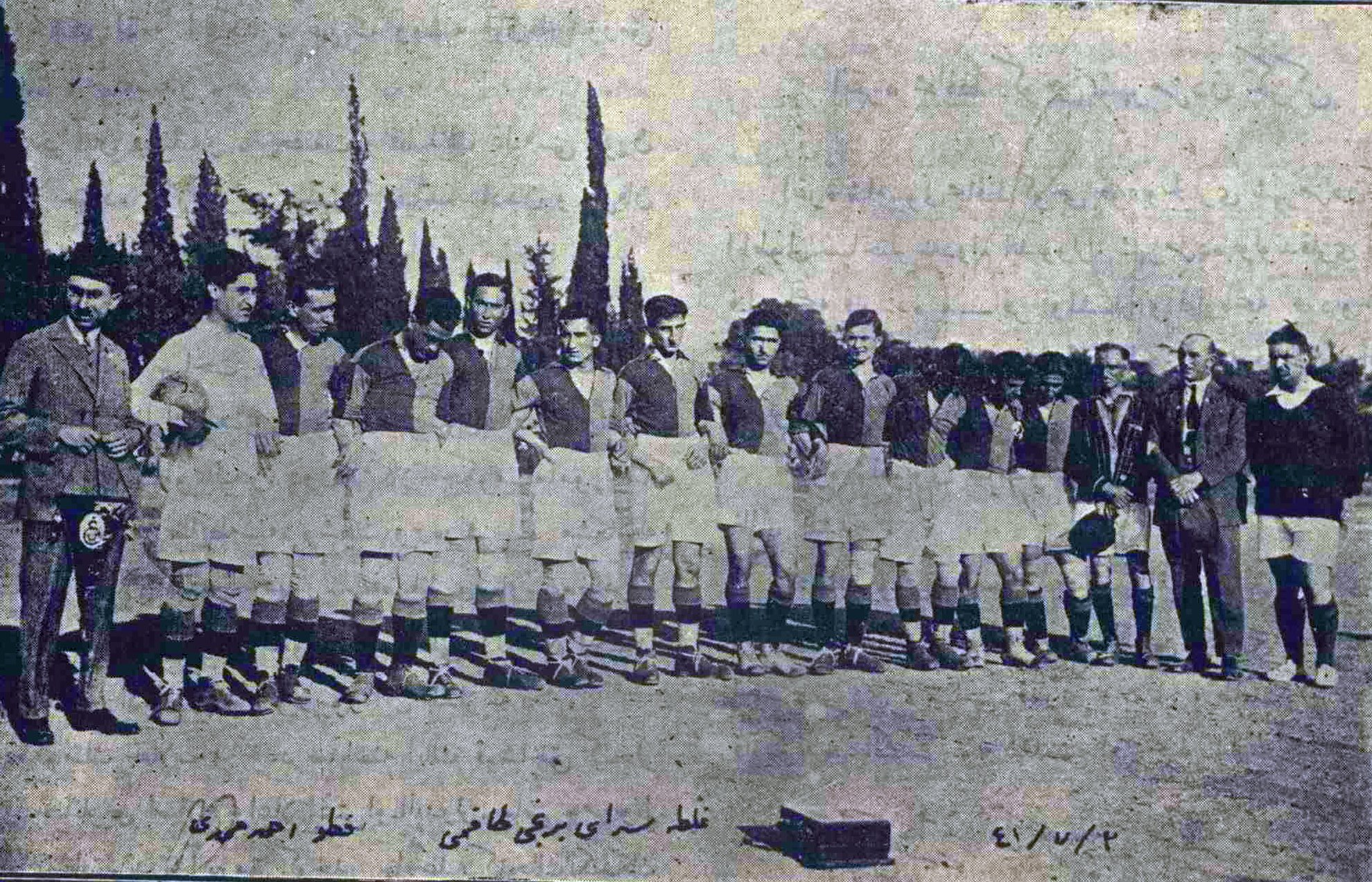
Die Mannschaft in der Gol Spor Zeitschrift vom 26. Juli 1925.

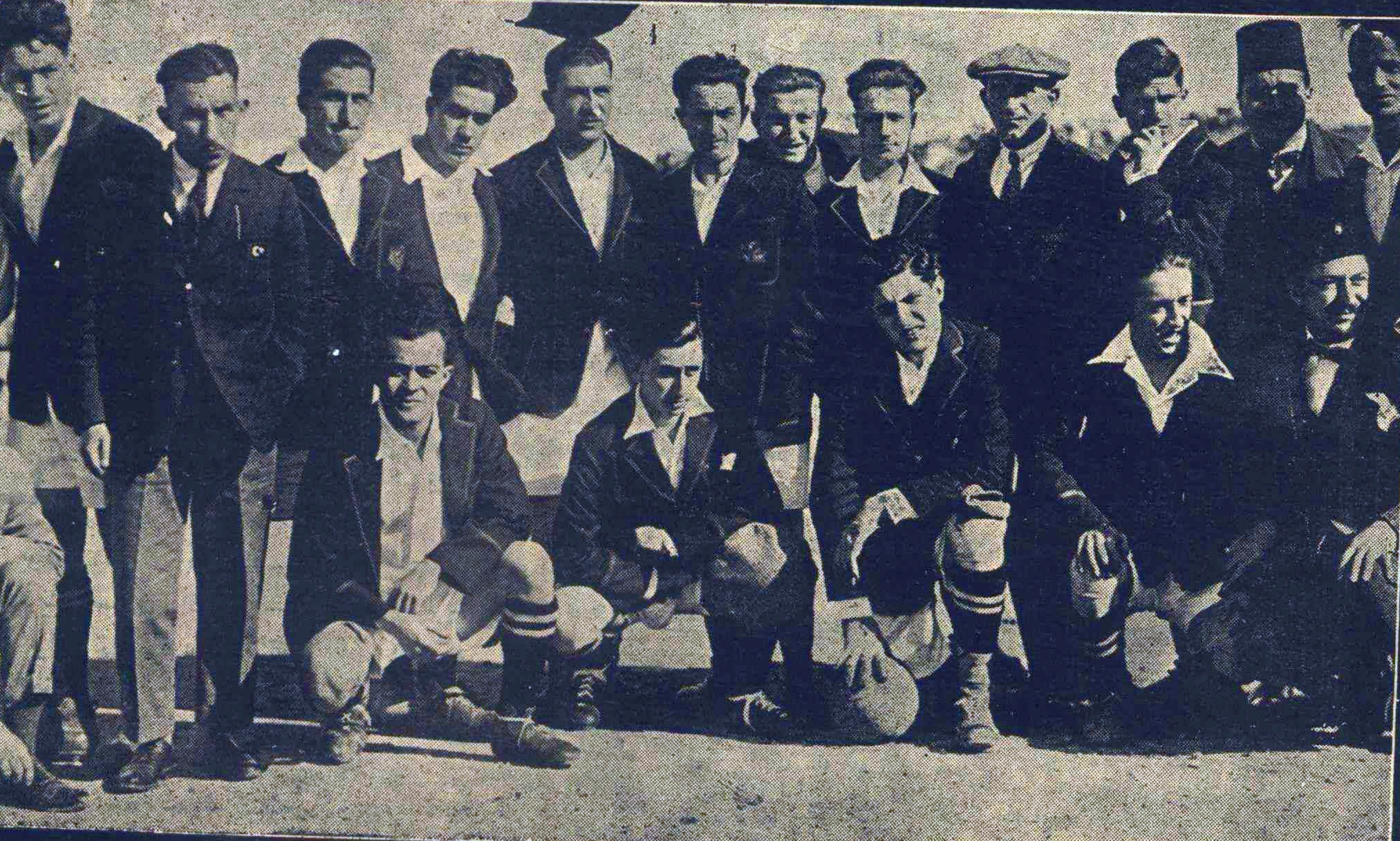
In der Ausgabe der Zeitschrift Gol Spor vom 25. Februar 1926 wird über die Reise der Auswahl von Fenerbahçe und Galatasaray nach Ägypten berichtet.

Die Saison 1925/26 von Galatasaray Istanbul war die 20. Saison in der Vereinsgeschichte und die 13. Saison in der İstanbul Futbol Ligi. Der Klub beendete die Saison auf dem 1. Platz und gewann diese zum sechsten Mal.

## Personalien

### Kader
| Nat.       | Name                     |
| Torhüter   | Torhüter                 |
| ---------- | ------------------------ |
| Turkei     | Rasim Atala              |
| Turkei     | Ulvi Yenal               |
| Abwehr     |                          |
| Turkei     | Burhan Atak              |
| Turkei     | Şakir Baruer             |
| Turkei     | Mehmet Nazif Gerçin      |
| Turkei     | Kerim Özdor              |
| Mittelfeld |                          |
| Turkei     | Nihat Bekdik             |
| Turkei     | Hayri Cemil Gönen        |
| Turkei     | Kemal Rıfat Kalpakçıoğlu |
| Angriff    |                          |
| Turkei     | Vedat Abut               |
| Turkei     | Mithat Ertuğ             |
| Turkei     | Kemal Faruki             |
| Turkei     | Şadi Kavur               |
| Turkei     | Mehmet Leblebi           |
| Turkei     | Muslih Peykoğlu          |

## Saison
Alle Ergebnisse aus Sicht von Galatasaray Istanbul.
Die Tabelle listet alle İstanbul-Futbol-Ligi des Vereins der Saison 1925/26 auf. Siege sind grün, Unentschieden gelb und Niederlagen rot markiert.

### İstanbul Futbol Ligi
| ST | Datum          | Gegner        | Ergebnis |
| -- | -------------- | ------------- | -------- |
| VF | 26. März 1926  | Beykozspor    | 6:2      |
| HF | 16. April 1926 | Vefa Istanbul | 2:1      |

#### Finale

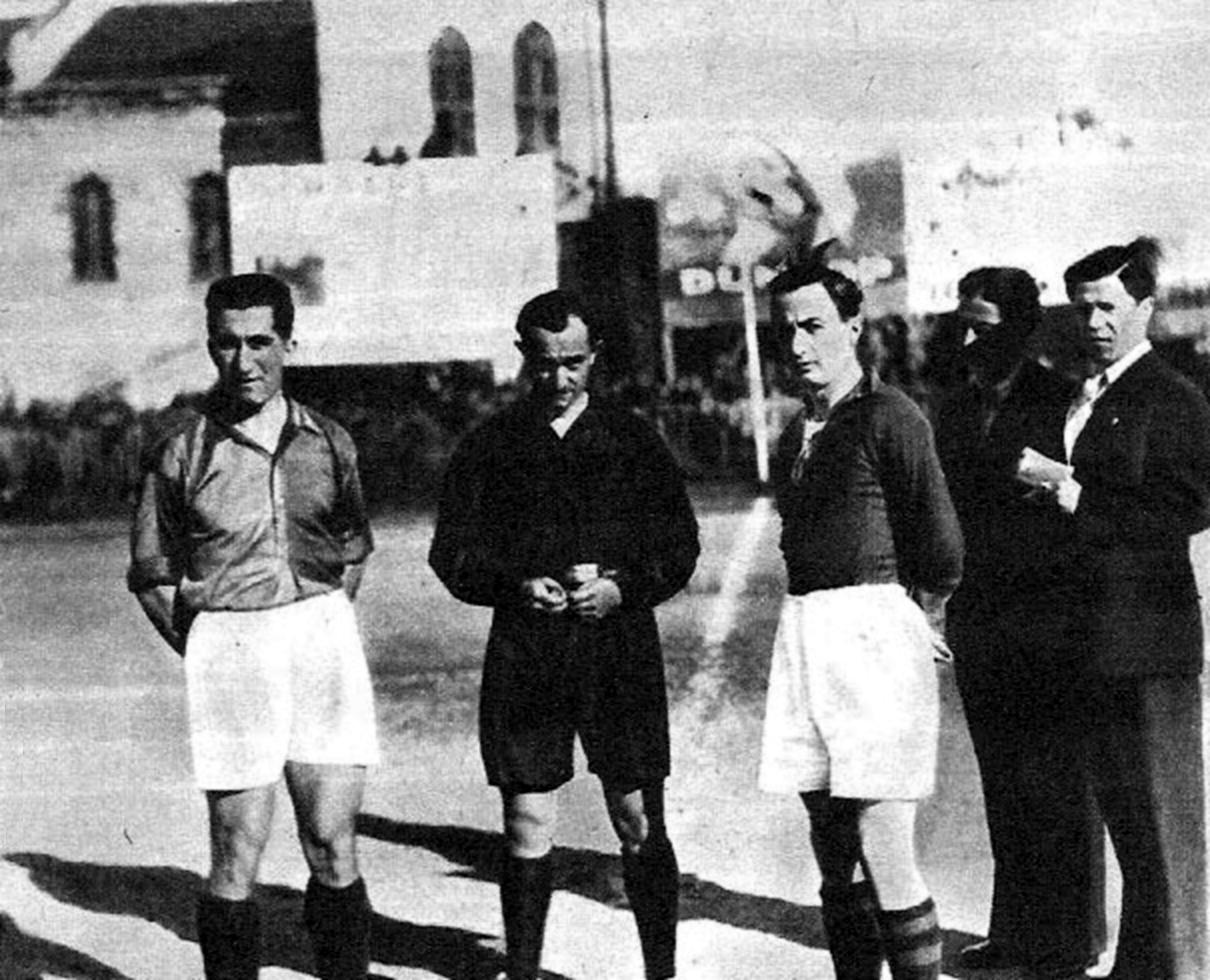
Ein Bild von der Begegnung zwischen Galatasaray und Fenerbahçe am 14. Mai 1926. Der Spieler auf der linken Seite ist Nihat Bekdik von Galatasaray, der Spieler auf der rechten Seite ist Zeki Rıza Sporel von Fenerbahçe.

Hinspiel
| Galatasaray Istanbul                                     | Galatasaray Istanbul | Fenerbahçe Istanbul | Fenerbahçe Istanbul |
| -------------------------------------------------------- | --- | --- | ------------------- |
| Galatasaray Istanbul                                     | \| Finale (Hinspiel) \| \| 30. April 1926 um 16:45 Uhr in Istanbul (Taksim-Stadion) \| \| Ergebnis: 3:0 (3:0) \| \| Schiedsrichter: Kemal Halim Gürgen \| \| Spielbericht \|                             | \| Finale (Hinspiel) \| \| 30. April 1926 um 16:45 Uhr in Istanbul (Taksim-Stadion) \| \| Ergebnis: 3:0 (3:0) \| \| Schiedsrichter: Kemal Halim Gürgen \| \| Spielbericht \| | Fenerbahçe Istanbul |
| Galatasaray Istanbul                                     | Ulvi Yenal – Burhan Atak, Mehmet Nazif Gerçin, Kemal Rıfat Kalpakçıoğlu, Nihat Bekdik, Hayri Gönen, Mithat Ertuğ, Muslih Peykoğlu, Kemal Faruki, Vedat Abut, Mehmet Leblebi Cheftrainer: Billy Hunter () | Şekip Kulaksızoğlu – Cafer Çağatay, Kadri Göktulga, Sabih Arca, Cevat Seyit, Hakkı, Alâaddin Baydar, Zeki Rıza Sporel, İhsan, Bedri Gürsoy, Sedat Taylan                     | Fenerbahçe Istanbul |
| Galatasaray Istanbul                                     | 1:0 Muslih Peykoğlu (25.) 2:0 Muslih Peykoğlu (37.) 3:0 Nihat Bekdik (40., Elfmeter) | | Fenerbahçe Istanbul |
| Galatasaray Istanbul                                     | Mithat Ertuğ (65.) | | Fenerbahçe Istanbul |
| Finale (Hinspiel)                                        | | |                     |
| 30. April 1926 um 16:45 Uhr in Istanbul (Taksim-Stadion) | | |                     |
| Ergebnis: 3:0 (3:0)                                      | | |                     |
| Schiedsrichter: Kemal Halim Gürgen                       | | |                     |
| Spielbericht                                             | | |                     |

 Rückspiel 
| Galatasaray Istanbul                                   | Galatasaray Istanbul | Fenerbahçe Istanbul | Fenerbahçe Istanbul |
| ------------------------------------------------------ | --- | --- | ------------------- |
| Galatasaray Istanbul                                   | \| Finale (Rückspiel) \| \| 14. Mai 1926 um 17:05 Uhr in Istanbul (Taksim-Stadion) \| \| Ergebnis: 3:1 (1:0) \| \| Schiedsrichter: Kemal Halim Gürgen \| \| Spielbericht \|                               | \| Finale (Rückspiel) \| \| 14. Mai 1926 um 17:05 Uhr in Istanbul (Taksim-Stadion) \| \| Ergebnis: 3:1 (1:0) \| \| Schiedsrichter: Kemal Halim Gürgen \| \| Spielbericht \| | Fenerbahçe Istanbul |
| Galatasaray Istanbul                                   | Rasim Atala – Mehmet Nazif Gerçin, Kemal Rıfat Kalpakçıoğlu, Burhan Atak, Mithat Ertuğ, Hayri Gönen, Nihat Bekdik, Mehmet Leblebi, Kemal Faruki, Vedat Abut, Muslih Peykoğlu Cheftrainer: Billy Hunter () | Hamit Akbay – Kadri Göktulga, Sabih Arca, Hakkı, Ulvi, Cevat Seyit, İhsan, Alâaddin Baydar, Zeki Rıza Sporel, Bedri Gürsoy, Seyfi                                           | Fenerbahçe Istanbul |
| Galatasaray Istanbul                                   | 1:0 Mehmet Nazif Gerçin (43., Elfmeter) 2:0 Vedat Abut (60.) 3:1 Nihat Bekdik (78.) | 2:1 Alâaddin Baydar (73.) | Fenerbahçe Istanbul |
| Galatasaray Istanbul                                   | Platzverweis: Sabih Arca (70.) | | Fenerbahçe Istanbul |
| Finale (Rückspiel)                                     | | |                     |
| 14. Mai 1926 um 17:05 Uhr in Istanbul (Taksim-Stadion) | | |                     |
| Ergebnis: 3:1 (1:0)                                    | | |                     |
| Schiedsrichter: Kemal Halim Gürgen                     | | |                     |
| Spielbericht                                           | | |                     |